# Jaap de Hoop Scheffer
Jakob Gijsbert "Jaap" de Hoop Scheffer (Amsterdam, Nizozemska, 3. travnja 1948.), nizozemski je političar, glavni tajnik NATO-a do 1. kolovoza 2009. Za glavnog tajnika je izabran 2004. godine. Svojevremeno je bio nizozemski ministar vanjskih poslova.
Rođen je u Amsterdamu. Diplomirao je na sveučilištu u Leidenu 1974. Nakon završetka vojne obveze u nizozemskim Kraljevskim zračnim snagama, gdje postaje časnik, radio je za ministarstvo vanjskih poslova od 1976. do 1986. Prve dvije godine bio je nizozemski veleposlanik u Gani. Nakon toga, radio je u nizozemskoj delegaciji NATO-a u Bruxellesu do 1980.